# Oryctolagus lacosti
Espèce
Oryctolagus lacosti est une espèce éteinte de lagomorphes de la famille des Leporidae.

## Distribution et époque
Ce proche parent du lapin de garenne actuel (Oryctolagus cuniculus) a été découvert en Europe de l'Ouest, en France et en Italie. Il a vécu à l'époque du Pliocène jusqu'au Pléistocène.

## Taxinomie
Cette espèce a été décrite pour la première fois en 1853 par le paléontologue français Auguste Pomel (1821-1898).

## Autres espèces fossiles Oryctolagus
Les espèces fossiles Oryctolagus sont :
- Oryctolagus burgi
- Oryctolagus giberti de Marfà, 2008
- Oryctolagus lacosti (Pomel, 1853)
- Oryctolagus laynensis López Martínez, 1977

## Protologue
- Auguste Pomel, « Catalogue méthodique et descriptif des vertébrés fossiles découvertes dans le bassin hydrographique supérieur de la Loire et surtout de son affluent principal, l'Allier », J.-B. Baillière, Paris,‎ 1853, p. 1-193 (lire en ligne, consulté le 25 février 2014).